# 赫爾曼·魯姆舍特爾 (鐵路工程師)
赫爾曼·魯姆舍特爾（德語：Hermann Rumschöttel，/hermɑn ˈʁumʃøtl/，1844年11月21日—1918年9月22日），德國鐵路工程師，亦為日本明治時代的御聘外籍顧問。他生涯中曾任職於德日兩國的鐵路部門和企業，在德意志帝國時代的柏林、德國各地，與日本的九州、四國、東京等數個地區均參與過鐵路修築、規劃和人員培訓工作，在日期間還引入德國的鐵路科技，對早期以英國式鐵路技術為主流的日本鐵道系統及其後續發展產生顯著影響。德國曾授予樞密顧問職位和榮譽市民頭銜給魯姆舍特爾，日本方面也為了紀念他的貢獻，頒贈瑞寶章以茲酬謝，還在九州的博多設有他的紀念浮雕。

## 生平

### 早年生涯

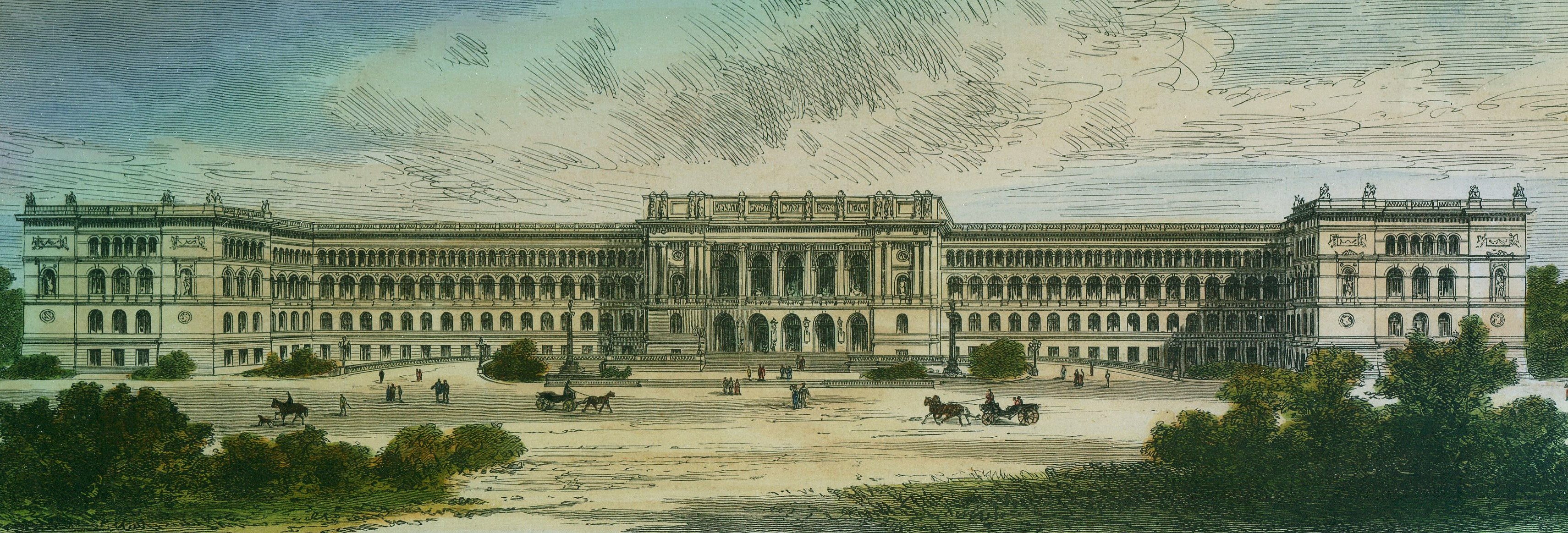
魯姆舍特爾早年求學於柏林工業大學，圖為該校19世紀時的校舍。

魯姆舍特爾於1844年11月21日誕生在普魯士王國的特里爾:p406，父親為一名郡長。他自1860年起求學於科布倫茲的工業學校，並花了一年的時間在機械工廠實習，1862年畢業後，於1863年進入柏林工業大學就讀，至1866年時，魯姆舍特爾因為普奧戰爭爆發的緣故而應召入伍，在普魯士皇家陸軍服了一年兵役。戰爭結束後，自軍中退役的魯姆舍特爾遂展開鐵路職員生涯，初期供職於普魯士國家鐵路的柏林鐵路局和鐵路中央局（Eisenbahnzentralamt）。普法戰爭開打之際，魯氏再度從軍參戰，並獲頒鐵十字勳章:p41。
德意志統一後的1871年至1872年間，魯姆舍特爾到德法邊境的薩爾地區參與鐵路工程，接著又成為德國鐵路建設公司（Deutsche Eisenbahnbaugesellschaft）職員、並前往英國研修，1874年時又投入了柏林市中心的東西高架鐵路幹線「柏林城市鐵路」的施工和營運過程，且於1876年赴美國視察當地鐵路系統。1883年起，魯姆舍特爾擔任了數項主管職務，包括普魯士鐵路監察官（Inspektor）、廠長、倉庫課長及技術課長等職。歷任機械製造局長、材料局長後，又在1885年擢升為普魯士鐵路的機械總監:p41。此外，他也曾在埃爾伯費爾德的鐵路局當過機械技術處（maschinentechnischen Büro）處長。

### 在日時期

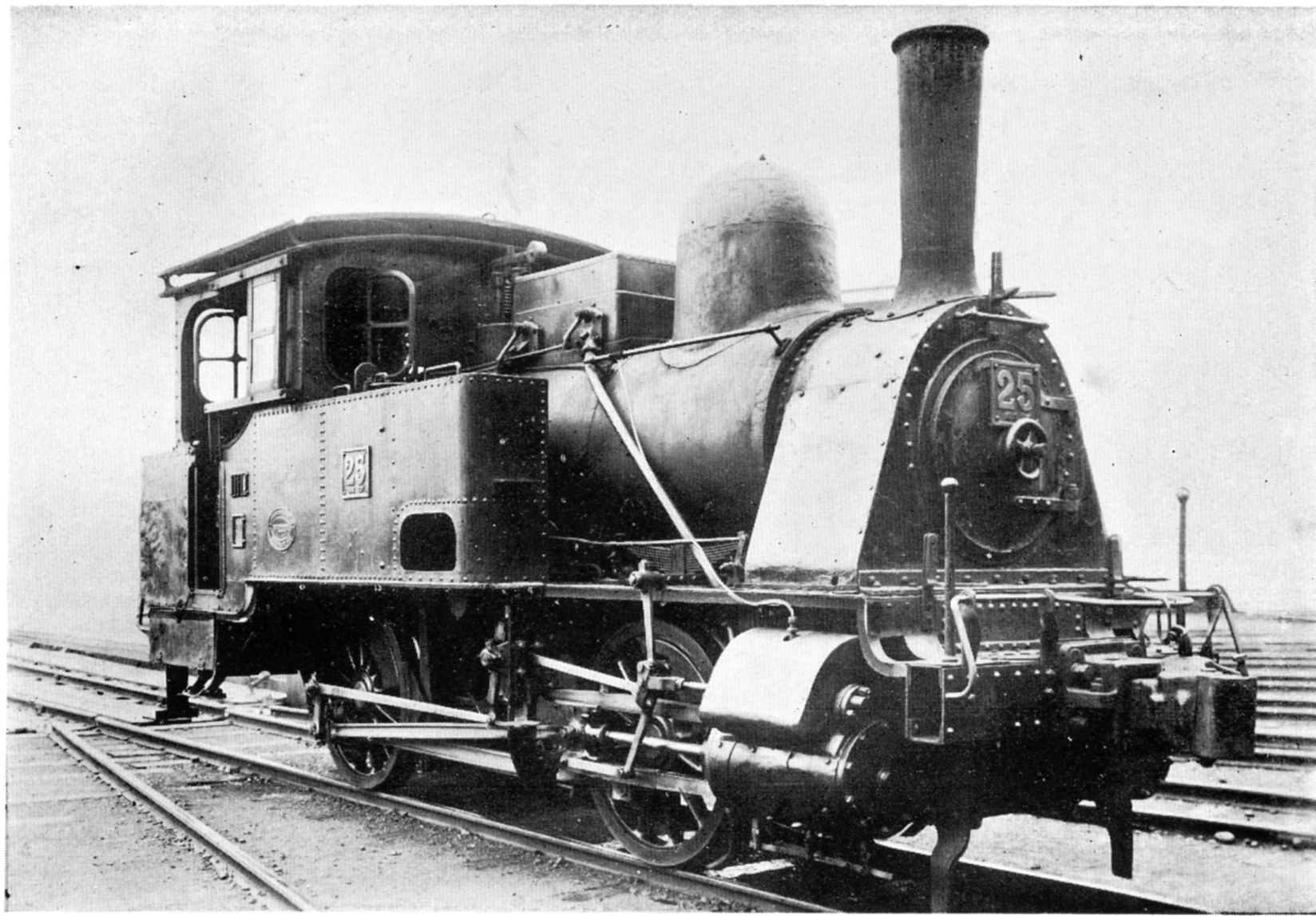
魯姆舍特爾於九州鐵道任職期間，這家私營鐵道公司在其建議下，引入了德國克勞斯-瑪菲公司製造的蒸汽機車。該款車頭後來在日本當地命名為「日本國鐵10型蒸汽機車」。

隨著九州鐵道的建設業務邁入起頭階段，德國工程師開始透過日本外務大臣和德國駐日公使的引薦而進入當地，魯姆舍特爾也獲德國政府選中，自1887年起派往日本工作，初始的調遣期間為三年。在赴日之前，魯氏已受命出任德國一座鑄造廠的生產總監，替日本皇居旁的二重橋和大阪三座大橋供應所需的金屬建材:p41。

#### 九州及四國
魯姆舍特爾抵達日本後，受聘於九州鐵道，在他的建言下，該公司訂購了德國克勞斯-瑪菲公司製造的蒸汽機車、范德齊朋及查理公司出產的客、貨運車廂與多特蒙德聯合公司製造的其他鐵路物材:p42:p206-207。同為德籍的技師路易斯·嘉蘭（Louis Garland）和司機員卡爾·杜松（Carl Duissung）在九州與魯姆舍特爾共職。魯姆舍特爾參與的博多車站－千歲川臨時停車場間鐵路於1889年開通，他在九州鐵道擔任技術顧問期間，不僅與社長高橋新吉建有良好的關係，還在1890年後接替退休的野邊地久記，成為九州鐵道新任技師長，除了技術之外，還提供營運相關的指導:p407。
1891年，九州鐵道的門司港車站－熊本車站路段也開始營運，自此魯姆舍特爾初抵日本時規劃的所有鐵路路線均宣告完成:p42，魯氏此後也繼續培訓當地的鐵路技師，直至1892年退出九州鐵道為止。此後，他又在四國指導了讃岐鐵道:p120和住友別子礦山鐵道上部線（762mm窄軌、蒸汽牽引）的舖設，儘管後者的下部線（至新居濱）由擁有鐵道的住友家族管理，但其上部線仍是在魯姆舍特爾的監督下完工，而嘉蘭也替上部線的蒸汽機車駕駛提供了教導。

#### 東京

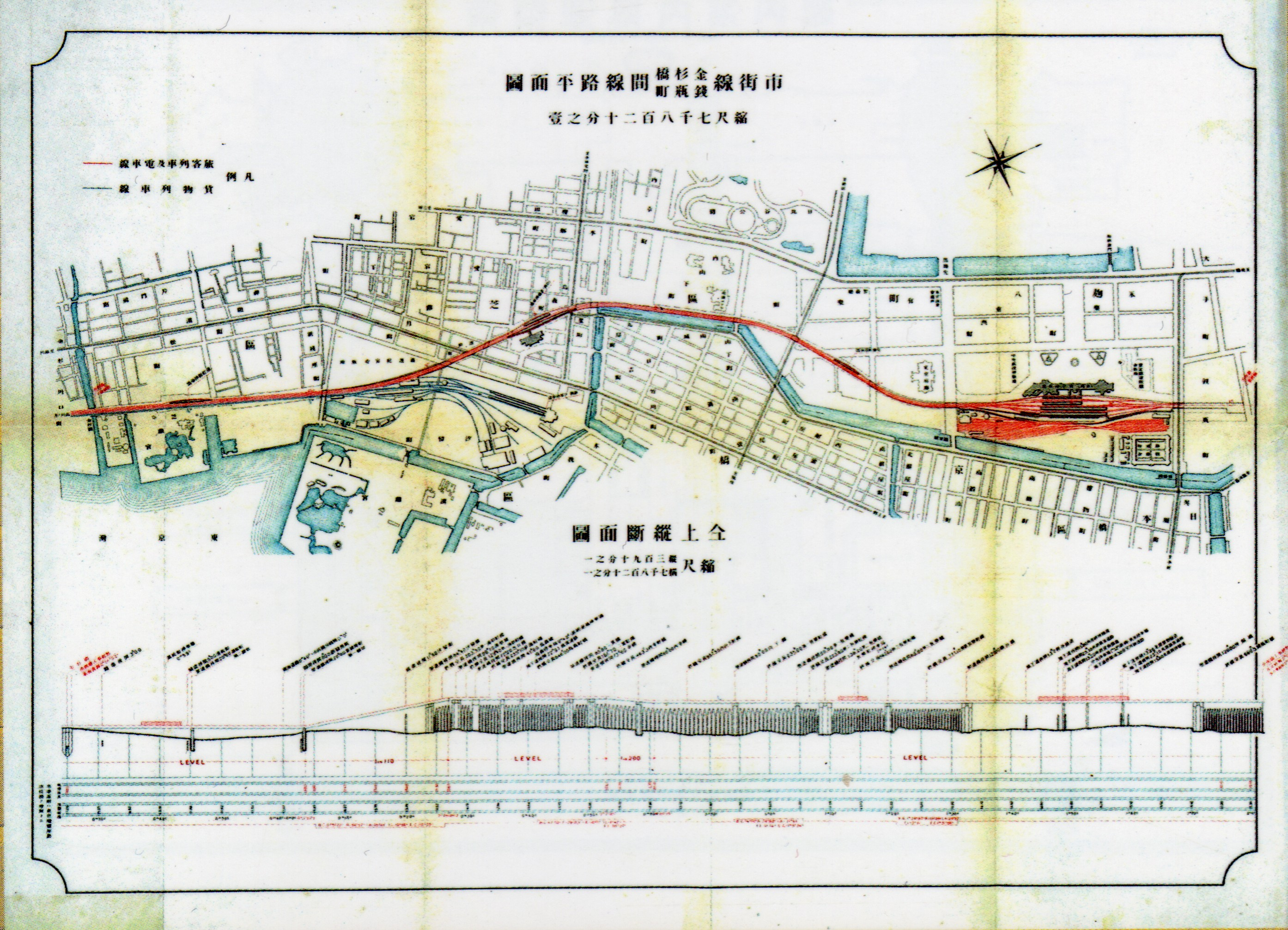
魯姆舍特爾設計的東京車站——新橋段高架鐵路，將之規劃為繞行銀座西部的彎曲路線。圖為該段鐵路的路線圖。

魯姆舍特爾在四國工作的同時，獲得了德國駐日公使館技術顧問的職位。當他前往東京後，由於其在柏林對城市鐵路獻出的實蹟為人所知，因此也獲私營鐵路業者「日本鐵道」委以重任，規劃一條貫穿東京市中心的高架鐵路:p120-121。當時的日本鐵道在東京以上野車站作為終端，與市區南側的官設鐵道（國鐵）終點站——新橋車站（後改為汐留車站）遙遙相對，彼此間尚無鐵路連接。由於兩座車站的互通具有必要性，選線又穿越市街，故新的橫貫鐵路勢必得興建成一條與地面分離的高架橋。1893年8月，魯姆舍特爾在日鐵社長小野義真安排下，開始對此段鐵路進行調查:p125。
魯姆舍特爾在經過調查後，提出了由紅磚砌成的環狀鐵路圍繞東京的構思，然而其具體設計直到另一名德國鐵路工程師法蘭茲·巴爾澤上任後才完成，而這條環狀鐵路後來成了山手線:p122-124。魯氏的磚造方案是基於他對建造經費、維護成本、噪音防治的考量，及其在柏林建設高架鐵路的經驗而倡議的:p129。儘管與他共事的巴爾澤曾以東京的地質環境、抗震需求為由，推出比磚造方案重量更輕的鋼橋方案:p130，但日本政府在確認磚橋的耐震性後，選擇魯姆舍特爾的建議:p131。

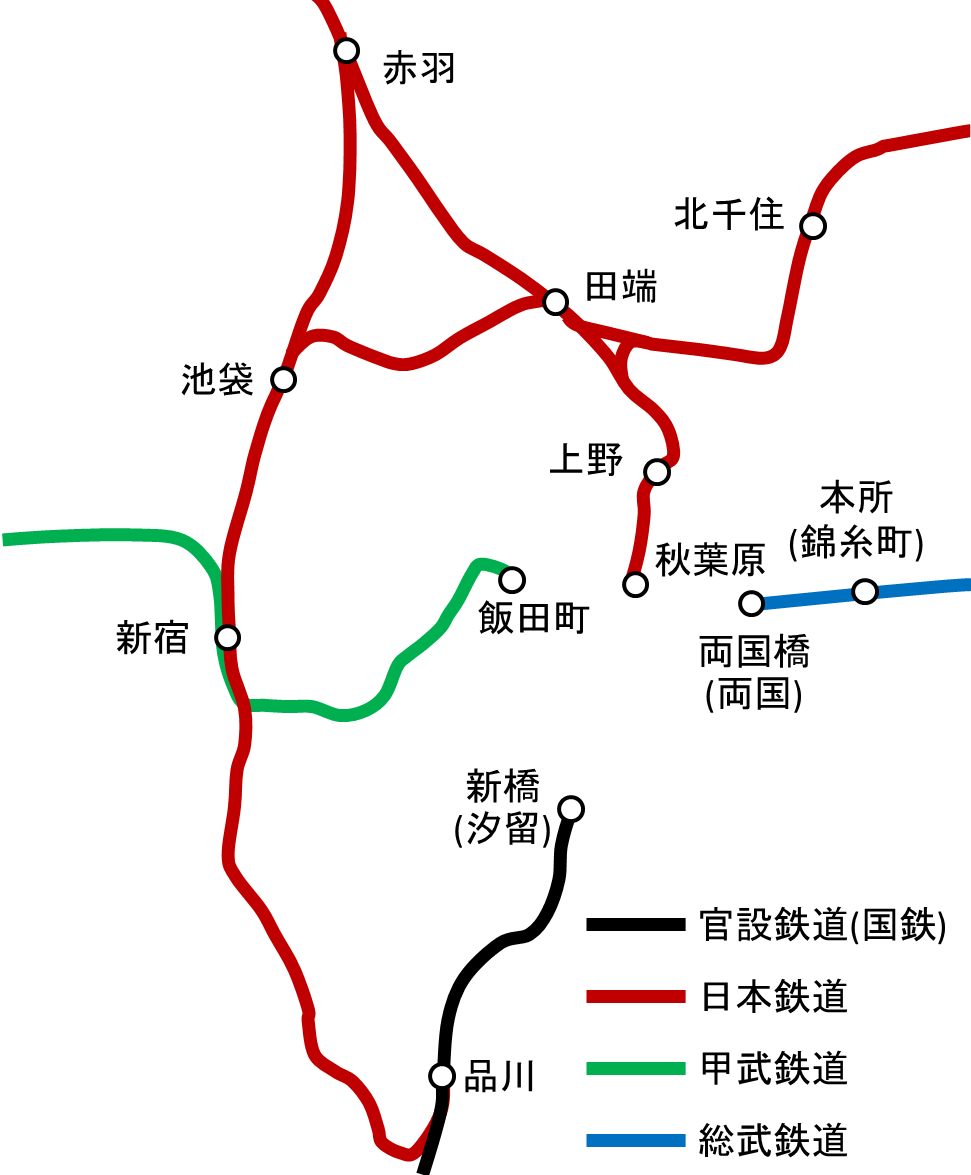
魯姆舍特爾返德10年後（1904年）的東京鐵道路網圖，他負責規劃的上野—新橋（現址為汐留車站 (國鐵)）高架鐵路在該年時已開通上野—秋葉原段。

隨著上野－新橋高架鐵路的成型，日本政府又決定在該條鐵路的中段建立新的鐵路樞紐、即當時稱為「中央停車場」的東京車站:p142。在此之後，魯姆舍特爾和巴爾澤兩人又負責規劃新橋至新車站的鐵路。1896年，魯姆舍特爾構思了方案，規劃出繞過銀座商業區西側、經有樂町到達中央停車場的路線，因為該路線大部分行經公有地，取得手續較為方便。巴爾澤在1899年時提出了與其相對的銀座貫通方案，讓鐵路過了新橋後穿越銀座上方，希望能減少線型上的彎曲，節約通車後的各種營運成本:p146。但日本鐵道廳認為巴氏方案會因為銀座的高地價和建築拆遷費而所費不貲，因此宣布魯氏方案獲勝，後來包括山手線、東海道本線和東海道新幹線在內的鐵路，行經新橋和東京時都沿著他規劃的路線行駛:p147。

### 返回德國
魯姆舍特爾留日末期，在1889年昇任為鐵路參贊，而後又經遞信大臣黑田清隆推薦，於1893年獲頒勳四等瑞寶章:p42。1894年，魯姆舍特爾返回德國，在艾福特鐵路局擔任材料局長和機械總監，離任後則轉任柏林機械製造公司的總裁和董事長、獲選為柏林榮譽市民，還在1903年時當上帝國政府的樞密建築顧問（Geheime Baurat）。1905年5月起，他替日本國鐵擔任物資進口顧問，直至1914年第一次世界大戰勃發、德日兩國進入交戰狀態為止:p44。1918年9月22日，魯氏於柏林逝世:p207:p44。

## 影響與紀念
魯姆舍特爾做為在日德國鐵路工程師，將德國的鐵路技術引入日本。當時日本鐵路主要以英國的科技和制度為基底發展，測量單位也是採用英吋、碼和磅等英制單位，而魯氏參與修建及規劃的九州、四國兩地鐵路則受到德式技術影響，故其所用的測量尺度是有別於英制的公制單位，這與日本明治政府在1885年簽署《米制公约》後所採的公制系統不謀而合。儘管九州和四國的鐵路後來因為國有化的緣故而一度改用英制計量，但1930年時又在日本鐵道省的令下變回公制單位。
1960年，以鐵道友之會和門司鐵道管理局為中心的國鐵88週年紀念活動展開:p44，與此同時也為魯氏打造了一座青銅製浮雕，由日本雕刻師中野五一操刀，長約75.8公分、寬57.6公分、厚1公分。浮雕於同年10月14日在博多車站舉行揭幕式，時任日本國鐵總裁十河信二親自替其揮毫、題上「九州鐵道建設恩人」的字樣:p207，德國聯邦鐵路總裁海因茨·厄夫特林也親自發函道賀。浮雕完成之初適逢博多車站進行移建工程，因此曾暫時將之寄存在接待室內，之後才移入車站大廳中。2011年，博多車站旁的購物商場「JR博多城」開張後，魯姆舍特爾的浮雕也遷移到樓頂的「燕林廣場」（つばめの杜ひろば）上。